# Глобівка
Гло́бівка —  село в Україні, у Великорублівській сільській громаді Полтавського району Полтавської області. Населення становить 181 осіб. До 2020 орган місцевого самоврядування — Милорадівська сільська рада.

## Географія
Село Глобівка знаходиться на лівому березі пересихаючої річки Ковжижа, вище за течією на відстані 1 км розташоване село Милорадове, на відстані 0,5 км розташоване село Касяни, за 1 км - села Зайці Другі та Терещенки. Поруч проходить автомобільна дорога Т 1707.

## Населення

### Мова
Розподіл населення за рідною мовою за даними перепису 2001 року:
| Мова       | Кількість | Відсоток |
| ---------- | --------- | -------- |
| українська | 177       | 97.79%   |
| російська  | 4         | 2.21%    |
| Усього     | 181       | 100%     |

## Історія
12 червня 2020 року, відповідно до розпорядження Кабінету Міністрів України № 721-р «Про визначення адміністративних центрів та затвердження територій територіальних громад Полтавської області», село увійшло до складу Великорублівської сільської громади.
19 липня 2020 року, в результаті адміністративно - територіальної реформи та ліквідації  Котелевського району, село увійшло до складу новоутвореного Полтавського району.

## Економіка
- Птаха-товарна ферма.